# Mustang (pel·lícula)
Mustang és una pel·lícula del 2015 dirigida per la cineasta turca Deniz Gamze Ergüven. Es tracta d'una coproducció entre Turquia, França i Alemanya i un episodi està basada en la vida real de la directora. Ha estat doblada i subtitulada al català.
La història es desenvolupa en un remot poble de Turquia, on cinc joves germanes viuen juntes amb la seva àvia. La societat local, repressiva i marcadament patriarcal, no posa les coses fàcil a les germanes, que malgrat els seus enginyosos estratagemes i fugides no sempre aconsegueixen triomfar en la defensa de la seva llibertat.
La pel·lícula fou estrenada el 19 de maig al Festival Internacional de Cinema de Canes de 2015, certamen on va guanyar el premi Europa Cinemas Label Award i, el mateix any, el premi Lux. El film fou seleccionat per França com a candidat als Oscar a la categoria de Millor pel·lícula de parla no anglesa. Així mateix, també va competir en la mateixa categoria als Globus d'Or del 2016.

## Argument
Cinc germanes orfes, adolescents, viuen custodiades per la seva àvia en un poble de Turquia allunyat mil kilòmetres a l'est d'Istanbul i a prop del mar Negre. El dia abans de les vacances escolars la professora s'acomiada emotivament de les alumnes perquè es trasllada a Istanbul. Les germanes retornen a casa, contentes per l'inici de les vacances i acompanyades per la resta d'estudiants de l'escola. Pel camí, els joves, amb les noies muntades a les espatlles, juguen a tirar-se uns i altres a l'aigua. El grup és observat per una veïna del poble.
El rumor arriba i s'escampa ràpidament pel poble, escandalitzat pel comportament de les germanes, considerat obscè. En assabentar-se'n el conservador oncle Erol, enrabiat i fora de si, prohibeix a les germanes sortir de casa i obliga a les dues grans, Sonay i Selma, a sotmetre's a un examen d'himen per verificar la seva virginitat. Les noies són aïllades per l'oncle i l'àvia del món exterior: els treuen telèfons, ordinadors, estris de maquillatge, llibres considerats perillosos. Progressivament, les tanques del jardí són realçades, les finestres enreixades, la casa s'acaba convertint en una presó. Les dones de la família els ensenyen cuina i de tasques domèstiques i, quan comença el nou curs, les noies no vana escola. Malgrat tot, Sonay aconsegueix escapar-se per trobar d'amagades al seu xicot Ekin.
Lale, la petita de les germanes, adora el futbol i demana a Erol permís per anar a l'estadi a veure un partit. Com és d'esperar, l'oncle refusa la seva petició, malgrat que, per una sanció, l'estadi estarà obert només al públic femení i un autobús porta noies del poble al partit. Lale convenç les seves germanes d'escapar-se i anar a veure juntes el partit, que és retransmès en directe per televisió i que genera una gran expectació a Turquia, també al poble.
A casa, la tia veu a la televisió de la cuina que les cinc germanes es troben a l'estadi. Les dones de la família tallen l'electricitat del poble per evitar que se sàpiga la fuga de les germanes. Quan tornen, per evitar mals majors, l'àvia decideix fer-les casar al més ràpidament possible però la més gran, Sonay, amenaça d'organitzar un escàndol si no la deixen casar amb el seu xicot Ekin. La família acaba cedint a la seva petició.
Selma, la segona, està casada amb Osman, un jove que detesta. A la nit de la boda, la família d'Osman exigeix inspeccionar els llençols de la núvia, per veure si estan tacats de sang. Com que no ho estava, el sogre, amb la pistola a la cintura, exigeix a Selma de presentar-se immediatament a l'hospital per sotmetre's a un nou examen de l'himen.
La pròxima promesa a la força és Ece, la tercera germana. Tanmateix, l'oncle n'abusa sexualment. Desesperada, Ece té una relació sexual amb un desconegut al seient darrer del cotxe de l'oncle. Durant un sopar, és enviada a la seva habitació pel seu comportament insolent. A l'habitació, la jove es suïcida.
Les dues pròximes germanes a ser casades són Nur i Lale. Mentre la família planeja les bodes, esdevé evident que l'oncle també abusa sexualment de Nur, amb el consentiment implícit de l'àvia. El vespre del casament, Lale posa en pràctica el que fa temps que planeja: dues germanes fugen de casa i, amb l'ajuda d'un camioner amic de Lale, aconsegueixen arribar a Istanbul, on demanen ajuda a la seva professora de l'escola.

## Repartiment

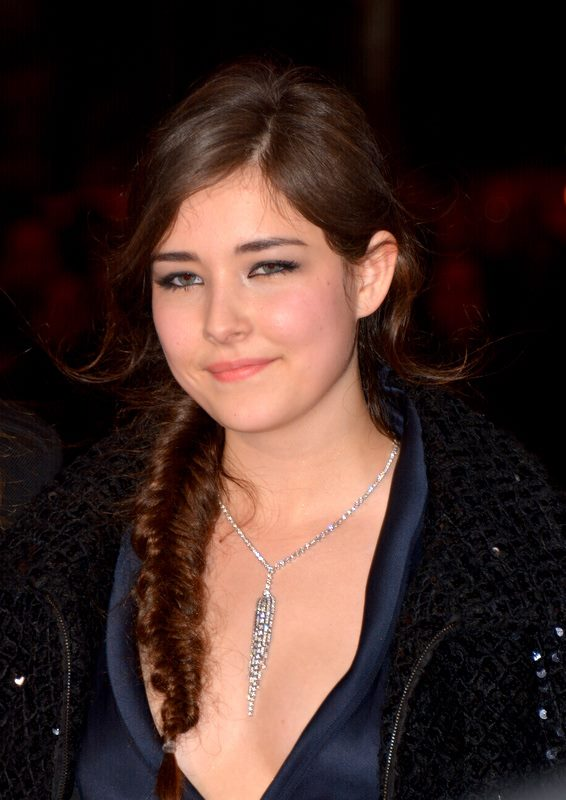
Tuğba Sunguroğlu el 2016

| Intèrpret        | Personatge   |
| ---------------- | ------------ |
| Güneş Şensoy     | Lale         |
| Doğa Doğuşlu     | Nur          |
| Elit İşcan       | Ece          |
| Tuğba Sunguroğlu | Selma        |
| İlayda Akdoğan   | Sonay        |
| Nihal Koldaş     | àvia         |
| Ayberk Pekcan    | l'oncle Erol |
| Erol Afşin       | Osman        |

## Palmarès
| Premi / Festival de Cinema                                                   | Categoria                                                     | Nominacions                                                                             | Resultat           |
| ---------------------------------------------------------------------------- | ------------------------------------------------------------- | --------------------------------------------------------------------------------------- | ------------------ |
| Premis Oscar                                                                 | Millor pel·lícula de parla no anglesa                         |                                                                                         | nominada           |
| Premis César                                                                 | César a la millor primera pel·lícula                          |                                                                                         | guanyadora         |
| Premis César                                                                 | César al millor decorat                                       |                                                                                         | guanyadora         |
| Premis César                                                                 | César a la millor música original                             |                                                                                         | guanyadora         |
| Premis César                                                                 | César al millor muntatge                                      |                                                                                         | guanyadora         |
| Premis César                                                                 | César al millor so                                            |                                                                                         | nominada           |
| Premis César                                                                 | César a la millor fotografia                                  |                                                                                         | nominada           |
| Premis César                                                                 | César al millor vestuari                                      |                                                                                         | nominada           |
| Premis César                                                                 | César al millor director                                      |                                                                                         | nominada           |
| Premis César                                                                 | César a la millor pel·lícula                                  |                                                                                         | nominada           |
| Austin Film Critics Association                                              | Millor pel·lícula estrangera                                  |                                                                                         | nominada           |
| Austin Film Critics Association                                              | Millor òpera prima                                            |                                                                                         | nominada           |
| Unió de la crítica de cinema de Bèlgica (UCC)                                | Grand Prix                                                    |                                                                                         | nominada           |
| Quinzena de realitzadors - Festival Internacional de Cinema de Canes de 2015 | Europa Cinemas Label                                          |                                                                                         | guanyadora         |
| Quinzena de realitzadors - Festival Internacional de Cinema de Canes de 2015 | Càmera d'Or                                                   | Deniz Gamze Ergüven                                                                     | nominada           |
| Quinzena de realitzadors - Festival Internacional de Cinema de Canes de 2015 | Palma Queer                                                   |                                                                                         | nominada           |
| 21è Critics' Choice Awards                                                   | Millor pel·lícula estrangera                                  |                                                                                         | nominada           |
| Associació de Crítics de Cinema Dallas–Fort Worth                            | Millor pel·lícula estrangera                                  |                                                                                         | nominada (4t lloc) |
| 28a edició dels Premis del Cinema Europeu                                    | Millor pel·lícula europea                                     |                                                                                         | nominada           |
| 28a edició dels Premis del Cinema Europeu                                    | Premi Europeu Discovery of the Year - Prix FIPRESCI           |                                                                                         | guanyadora         |
| Florida Film Critics Circle (FFCC)                                           | Millor pel·lícula estrangera                                  |                                                                                         | nominada           |
| Globus d'Or del 2016                                                         | Millor pel·lícula de parla no anglesa                         |                                                                                         | nominada           |
| 30a edició dels Premis Goya                                                  | Goya a la millor pel·lícula europea                           |                                                                                         | guanyadora         |
| 31 edició dels Premis Independent Spirit                                     | Independent Spirit a la millor pel·lícula de parla no anglesa |                                                                                         | nominada           |
| Premi Louis Delluc                                                           | Millor primera pel·lícula                                     |                                                                                         | nominada           |
| 21a edició dels Premis Lumières                                              | Millor pel·lícula                                             |                                                                                         | guanyadora         |
| 21a edició dels Premis Lumières                                              | Millor actriu novella                                         | Güneş Nezihe Şensoy, Doğa Zeynep Doğuşlu, Elit Işcan, Tuğba Sunguroğlu i Ilayda Akdoğan | guanyadora         |
| 21a edició dels Premis Lumières                                              | Millor primera pel·lícula                                     |                                                                                         | guanyadora         |
| 21a edició dels Premis Lumières                                              | Millor guió                                                   | Deniz Gamze Ergüven i Alice Winocour                                                    | nominada           |
| 21a edició dels Premis Lumières                                              | Millor fotografia                                             | David Chizallet                                                                         | guanyadora         |
| 21a edició dels Premis Lumières                                              | Millor música                                                 | Warren Ellis                                                                            | nominada           |
| Premi LUX                                                                    |                                                               |                                                                                         | guanyadora         |
| Premis Online Film Critics Society de 2015                                   | Millor pel·lícula estrangera                                  |                                                                                         | nominada           |
| 20a edició dels Premis Satellite                                             | Millor pel·lícula estrangera                                  |                                                                                         | nominada           |
| Festival Internacional de Cinema d'Estocolm                                  | Millor guió                                                   | Deniz Gamze Ergüven i Alice Winocour                                                    | guanyadora         |
| Festival Internacional de Cinema d'Odessa                                    | Grand Prix - Duke d'Or                                        |                                                                                         | guanyadora         |
| Washington D.C. Area Film Critics Association                                | Millor pel·lícula estrangera                                  |                                                                                         | nominada           |